# Usnea

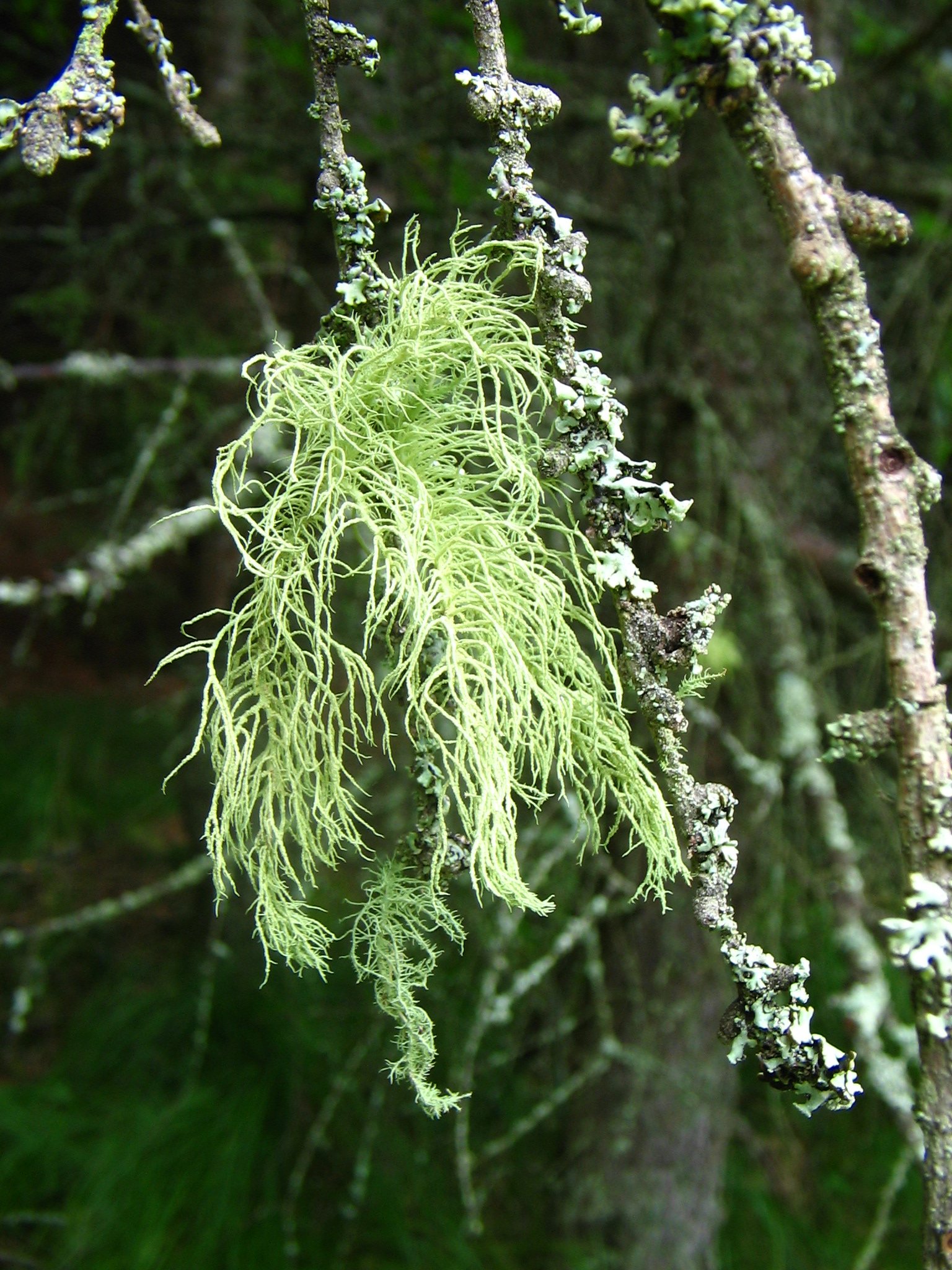
Usnea species, Bohemian Forest, Czech Republic.

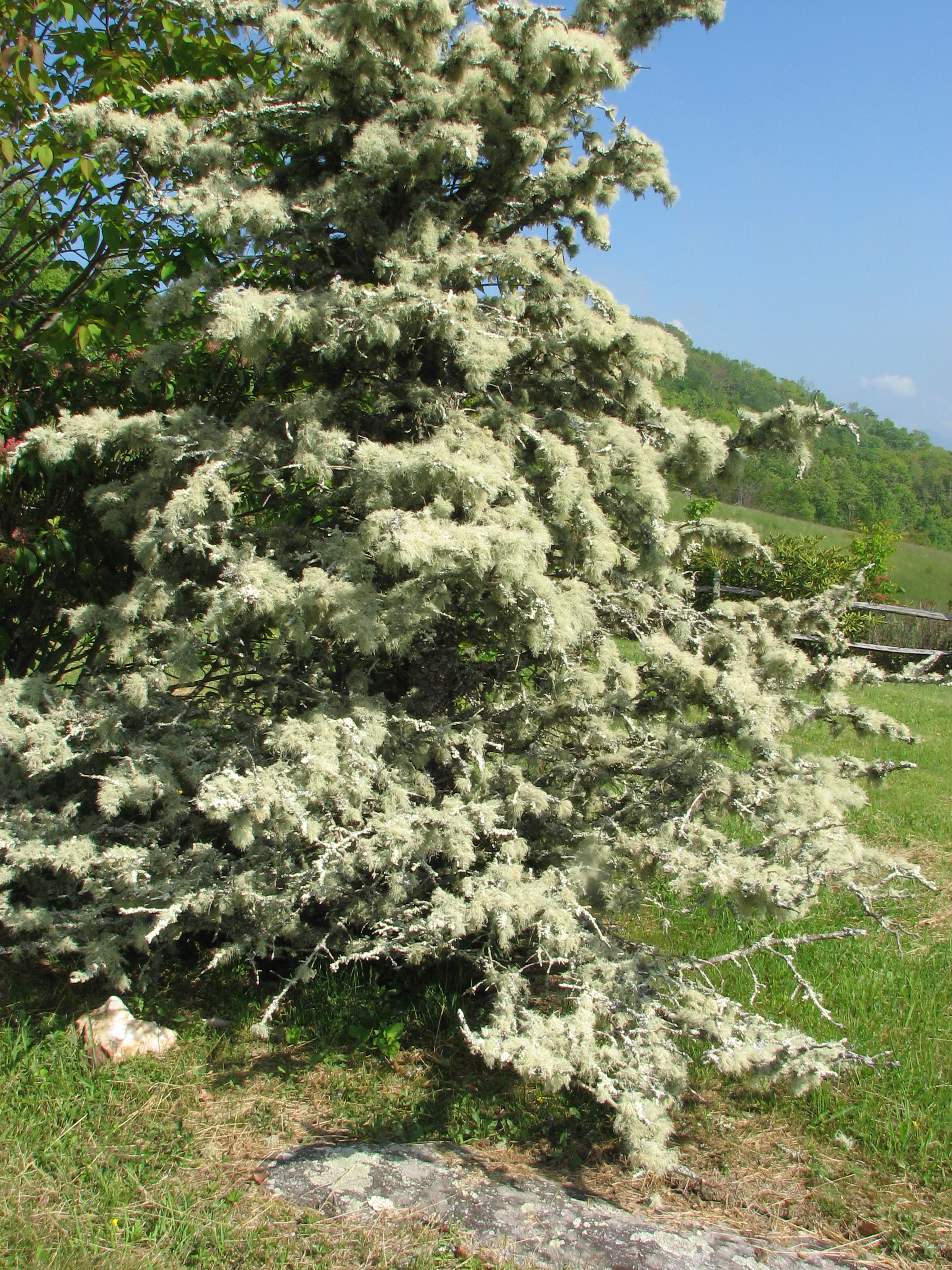
Usnea en Parque nacional de las Grandes Montañas Humeantes. Estados Unidos

Usnea es un género de líquenes de la familia Parmeliaceae, que generalmente crece colgando de ramas de árboles, pareciendo cabello gris o verdoso. Usnea luce muy similar en apariencia a la barba de roca Tillandsia usneoides, originaria de América, que no tiene ninguna relación.
Usnea crece en bosques densos de todo el mundo. Como todos los líquenes, es una simbiosis entre un hongo (del género Ascolichen) y un alga.
En la monografía de Józef Motyka de 1947 se distinguen 451 especies. La categorización taxonómica no está aún resuelta.  El número de especies reconocidas en Finlandia ha decrecido por esta razón, de 34 en 1951 a 25 en 1963 y solo 12 en 2000. Aunque siguen existiendo más de 600 especies y es el género más grande de Parmeliaceae. (Ref. Wirtz, N. et al 2006.)
Usnea es muy sensible a la contaminación del aire, especialmente dióxido de azufre. En malas condiciones crecen muy poco, no más de pocos milímetros en total, si logran sobrevivir. Donde el aire está limpio, pueden crecer  10 a 20 cm.
Usnea ha sido usado en medicina popular al menos por un  milenio. Se cree que el ácido úsnico (C18H16O7) de  muchas especies es un  potente antibiótico. Esto, combinado con la estructura filamentosa del liquen, significa que Usnea podría ser usado para tratar heridas en caso de no encontrarse materiales estériles o antibióticos modernos.

## Especies
Hay ochenta y cinco especies de Usnea 
- Usnea arizonica
- Usnea articulata
- Usnea australis
- Usnea baileyi
- Usnea barbata (barba de capuchino o barba de viejo)
- Usnea californica
- Usnea capillaris
- Usnea catenulata
- Usnea cavernosa
- Usnea ceratina
- Usnea ciliifera
- Usnea cirrosa
- Usnea condensata
- Usnea confusa
- Usnea cornuta
- Usnea deformis
- Usnea dimorpha
- Usnea diplotypus
- Usnea duriuscula
- Usnea endochrysea
- Usnea erinacea
- Usnea evansii
- Usnea fibrillosa
- Usnea filipendula
- Usnea finkii
- Usnea florida (L.) Weber ex F.H.Wigg. - barba de piedra[2]
- Usnea fragilescens
- Usnea freyi
- Usnea fulvoreagens
- Usnea furfurosula
- Usnea glabrata
- Usnea glabrescens
- Usnea graciosa
- Usnea hesperina
- Usnea hirta (L.) Weber ex F.H.Wigg. - musgo del cráneo humano[2]
- Usnea intermedia
- Usnea kajalae
- Usnea lapponica
- Usnea leucosticta
- Usnea longissima
- Usnea merrillii
- Usnea michauxii
- Usnea mirabilis
- Usnea monstruosa
- Usnea montana
- Usnea mutabilis
- Usnea occidentalis
- Usnea pachyclada
- Usnea pensylvanica
- Usnea perplexans
- Usnea prostrata
- Usnea ramillosa
- Usnea retifera
- Usnea roseola
- Usnea rubicunda
- Usnea sacbiosa
- Usnea scabrata
- Usnea scholanderi
- Usnea sphacelata
- Usnea spinulifera
- Usnea strigosa
- Usnea stuppea
- Usnea subclavata
- Usnea subfloridana
- Usnea subfusca
- Usnea subhirta
- Usnea sublaxa
- Usnea subscabrosa
- Usnea substerilis
- Usnea sylvatica
- Usnea trichodea
- Usnea tristis
- Usnea vainioi
- Usnea variegata
- Usnea variolosa
- Usnea wirthii
- Usnea xanthopoga